# Miljöteknik (utbildning)
Miljöteknik är ett samlat begrepp för civilingenjörsutbildningar i Sverige som utbildar ingenjörer med stor miljö- och hållbarhetskompetens inom teknikområdet. Utbildningarna går under olika namn i Sverige. I Sverige finns civilingenjörsutbildningar vid Lunds tekniska högskola (LTH) (Ekosystemteknik), Uppsala universitet (miljö- och vattenteknik), Kungliga Tekniska högskolan (KTH) (Energi och miljö), Chalmers tekniska högskola (Globala System), Linköpings universitet (Energi, miljö och Management) och vid Luleå tekniska universitet (Naturresursteknik). Det finns även högskoleingenjörs- och masterutbildningar med liknande tema. Internationellt går utbildningarna under namnet Environmental Engineering.
Vanliga fokusområden för en miljöteknisk utbildning är vattenresurshantering, energisystem, processdesign, hållbar stadsutveckling, hållbar produktutveckling och miljösystem- och management. Civilingenjörsutbildningarna är i flera fall överlappande med flera andra mer väletablerade civilingenjörsprogram som exempelvis väg- och vattenbyggnad (samhällsbyggnad), bioteknik, industriell ekonomi och maskinteknik. Miljöteknikutbildningarna är också i många fall tvärvetenskapliga och innehåller en del naturvetenskapliga ämnen. Skillnaden mellan en naturvetenskaplig utbildning och en miljöteknisk utbildning är att den miljötekniska utbildningen har ett övergripande systemtänk där problemlösandet av olika samhällsproblem är central. 

## Historia
Den första enskilda utbildningen för ett miljötekniskt civilingenjörsprogram var civilingenjörsprogrammet i miljö- och vattenteknik vid Uppsala universitet som startades 1993 som ett resultat av ett ökande behov av miljökunniga ingenjörer – miljöingenjörer. Bakom bildandet fanns flera lärare vid Uppsala universitet och Sveriges Lantbruksuniversitet (SLU) - utbildningen bygger på ett samarbete mellan dessa universitet.

## Utbildningar
Det finns flera tekniska utbildningar i Sverige med fokus på hållbara miljölösningar.

### Ekosystemteknik(LTH)
Civilingenjörsprogrammet i Ekosystemteknik (engelsk titel: Environmental Engineering) startades 1998 och ges av LTH. Namnet Ekosystemteknik beskriver programmets innehåll i tre ord: eko (som i ekologi), system (som i det holistiska tänkandet) och teknik (som i teknisk utbildning). Ingenjörsutbildningen är uppdelad i ett obligatoriskt block på 3 år och en fördjupningsdel på 2 år. De tre första åren utgörs av kurser i exempelvis kemi, matematik, ekologi, hydrologi, fysik, miljösystem, geologi, systemteknik och statistik. Hälften av dessa högskolepoäng ges på engelska för att betona den globala prägeln som programmet har. Därefter väljs en specialisering med hög teknisk nivå på två år inriktat mot: Energisystem, Miljösystem, Processdesign, Vattenresurshantering och Riskhantering. Studenter antagna på programmet Ekosystemteknik är medlemmar i sektionen Ekosystemtekniksektionen (alt. W-sektionen) och är en studentförening under Teknologkåren vid LTH. Som utexaminerad student fås titeln Civilingenjör inom Ekosystemteknik (Master of Science in Environmental Engineering).
Enligt antagningsstatistiken för programmet för höstterminen 2019, antogs 65 nya studenter varav 60 procent kvinnor och 40 procent män.

### Energi, miljö och management (Linköpings Tekniska Universitet)
Civilingenjörsprogrammet i Energi, miljö och management syftar till att ge kunskaper i systematiskt miljötänkande och management och startades 2009. Utbildningen innehåller energi, miljö och management. Efter år tre kan väljas en master om antingen hållbart företagande, systemverktyg för hållbar utveckling eller teknik för hållbar utveckling.

### Energi och miljö (KTH)
Civilingenjörsprogrammet i Energi och miljö vid KTH startades 2010 och har fokus på hållbar utveckling i tekniska och samhällsvetenskapliga perspektiv.

### Miljö- och vattenteknik (Uppsala Universitet)
Civilingenjörsutbildningen i Miljö- och vattenteknik ges gemensamt av Uppsala Universitet och Sveriges Lantbruksuniversitet (SLU) i Uppsala, man utbildar studenter för att ta fram teknik för ett hållbar samhälle.

### Naturresursteknik (Luleå Tekniska Universitet)
Civilingenjörsprogrammet Naturresursteknik ger en teknisk bakgrund till geovetenskaper och miljöteknik. Efter halva utbildningen väljs inriktning mot antingen Malm- och mineral eller Miljö och vatten.

### Globala system (Chalmers)
Programmet startade under hösten 2020.